# Kyung-wha Chung
Kyung Wha Chung (Seúl, 26 de marzo de 1948) es una violinista surcoreana.

## Comienzos
Fue la mediana de una familia de 7 hijos. Su padre era exportador y su madre pianista y guitarrista. Empieza sus estudios de piano a los 4 años edad y los estudios de violín a los 7, prefiriendo seguir con el violín. Es reconocida como niña prodigio y a la edad de nueve años ya toca el Concierto de Violín de Mendelssohn con la Orquesta Filarmónica de Seúl. Con el tiempo progresó firmemente y ganó la mayoría de las mejores competiciones de música de Corea. Todos sus hermanos tocaban instrumentos clásicos y tres de ellos llegaron a músicos profesionales. El hermano pequeño, Myung-whun Chung es director y pianista y su hermana mayor, Myung-wha Chung es violonchelista y profesora en la Universidad Nacional Coreana de Artes en Seúl. Los tres posteriormente han actuado profesionalmente como el Chung Trío.
A la edad de trece años llegó a Estados Unidos. Siguió a su hermana, la flautista Myung-Soh Chung para asistir a la Escuela Juilliard en Nueva York, donde estudió con Ivan Galamian.

## Carrera
En 1967, Chung y Pinchas Zukerman fueron los ganadores conjuntos de la Edgar Leventritt Competición, por primera vez en la historia del concurso.  Este premio le supuso acceder a varios compromisos importantes en América del Norte, como con la Orquesta Sinfónica de Chicago y la Filarmónica de Nueva York. También sustituyó a Nathan Milstein en su Gala de la Casa Blanca cuándo se sintió indispuesto. 
Su siguiente oportunidad llegó en 1970 como sustituta de Itzhak Perlman, con la Orquesta Sinfónica de Londres.  El éxito de estos conciertos le consiguió muchos otros conciertos en el Reino Unido y un contrato de grabación con Decca/London. Su álbum de debut con André Previn y la Orquesta Sinfónica de Londres que presentaba los conciertos de Chaikovski y Sibelius, atrajo la atención internacional, incluyendo la mayor calificación en la Radio BBC 3. En Europa, Chung continuó sus estudios musicales con Joseph Szigeti.
Sus registros comerciales incluyen todos los conciertos de violín del repertorio, incluyendo los de Beethoven, Chaikovski y Berg. Ha grabado obras de cámara como las sonatas de violín de Brahms, Debussy, Franck, Respighi y Strauss (estas dos últimas con Krystian Zimerman, una grabación por la cual ganó un Premio de Gramophone para Mejor Registro de Cámara). Otros registros incluyen las Cuatro Estaciones de Vivaldi y el concierto de violín de Brahms con la Filarmónica de Viena bajo Simon Rattle.
En 1997 celebró el 30.º aniversario de su debut internacional en el Barbican Centre, en Londres y en su ciudad natal de Seúl.  En 2008, tuvo que retirarse temporalmente por enfermedad. Regresó con una actuación en Londres en el Royal Festival Hall en diciembre de 2014.
Chung tiene dos hijos, Frederick y Eugene, de su matrimonio pasado con el británico Geoffrey Leggett.  Su matrimonio acabó en divorcio en 1984.

## Educadora
En 2007, Chung se unió a la Escuela Juilliard como miembro de la facultad de música de la escuela y sus Divisiones Preuniversitarias.  En 2011 recibió el Premio Ho-Am en la división de Artes en reconocimiento a sus 40 años de carrera como violinista y educadora. 

## Discografía

### Registros del Chung trío
Ver discografía en discogs.com